# Perigramma fuscipalpata
Perigramma fuscipalpata là một loài bướm đêm trong họ Geometridae.